# Encymon resinatus
Encymon resinatus es una especie de coleóptero de la familia Endomychidae.

## Distribución geográfica
Habita en Borneo, Sumatra y Mindanao.